# ヘル・ターゲット
『ヘル・ターゲット』（HELL TARGET）は、アニメスタジオである中村プロダクションが独自に企画製作したOVA（オリジナル・ビデオ・アニメーション）で、死の惑星を舞台にホラーの要素が描かれる本格的サイエンス・フィクション作品（パッケージよりSF PSYCHO HORROR ANIMATIONと表記される）。1986年12月16日と1987年1月21日にビクターエンタテインメントよりそれぞれVHDとVHS（VTG-246）が発売された。

## あらすじ
未知の惑星インフェルノIIで、探査宇宙船スクラブの乗員たち9人との通信が断絶した。
それから数年後、第二次探査隊として宇宙船ディファイアントが同星を訪れスクラブの乗員の消息と惑星の調査に入った。
そして彼らは探索を続けるうちにこの星の恐ろしい秘密を知ることに…

## 登場人物
ハンス・クルーガー
声 - 堀勝之祐
キタザト・マクロー
声 - 村山明
ティキ・カルマク
声 - 島本須美
ユーラー・トレヤノフ
声 - 千葉耕市 / 白石文子（子供時代）
メリル・ブラウン
声 - 高島雅羅
ハリー・ハワード
声 - 鈴置洋孝
ジャン・ミュウラー
声 - 塩沢兼人
リコ・フェルナンデス
声 - 沢木郁也
チャン・リー
声 - 広森信吾
ユーラーの父
声 - 千葉耕市
ユーラーの母
声 - 向殿あさみ
情報員
声 - 飛田展男、善財圭一
兵士
声 - 梅津秀行

## スタッフ
- 製作・監督・企画・原案：中村圭図
- 演出助手：国井睦
- プロデューサー：瀧川一夫、中村旭良、松崎健一
- 原作・脚本：松崎健一
- キャラクターデザイン・作画監督・原画：中村旭良
- 原画: 柳沢哲也、奥野浩行
- メカ作画監督：平井久司
- メカニック・デザイン：横山宏
- 撮影：小林武男、豊永安義、笠間いずみ、安原吉晃、福島敏行、松嵜泰三
- 美術監督：池田繁美
- 色彩設定：隈部昌二
- 撮影監督：高橋宏固
- 色指定：米村貞子
- 編集：井上和夫
- 音楽：三木敏悟
- 音楽プロデューサー：竹田浩生
- 音楽制作事務所：インナー・ギャラクシー・インターナショナル
- 音響監督：本田保則
- 音響制作：アーツ・プロ
- オリジナルサウンドトラック：ビクター音楽産業
- 音響効果：今野康之
- アフレコ：アバコスタジオ
- タイトル：マキ・プロ
- ダビング：整音企画スタジオ
- 現像：東京現像所
- 彩色：辻村久仁子、土地雅子、村島かおる、片野坂和美、鈴木康子、ルンルン
- 仕上検査：西川裕子、奧野孝一、岩沢れい子、内田かおる
- 制作担当：キリ・チャン
- 宣伝プロデューサー：永島彰博
- 特効：小森靖彦
- 背景：丸山由紀子、加藤雅子、大久保修一、若松栄司
- 録音調整：成清豊
- 制作協力：スタジオぬえ, スタジオ九魔, 高橋プロダクション
- アニメーション制作：中村プロダクション

## 主題歌
エンディングテーマ「さらば愛しき人よ 〜アディオス・アモール〜」
作詞 - 蘭このみ・三木敏悟 / 作曲・編曲 - 三木敏悟 / コーラス - ローザ・ビアンカ

## 音楽CD
- ヘル・ターゲット 〈音楽篇〉 （ビクター音楽産業、1986年12月16日発売） VDR-1334

1. 悪夢 [2:23]
2. インフェルノ [2:07]
3. つかの間の憩い [2:26]
4. ミイラの風景 [2:43]
5. 冬将軍 [2:52]
6. 恐怖のコンテナ [1:16]
7. 恋人たち [1:32]
8. ユーラ博士の最後 [0:59]
9. ゾンビII [1:19]
10. ワルキューレ輝けば [3:20]
11. 愛する人へ [1:11]
12. 鬼の形相 [2:29]
13. インフェルノ・ベルト [1:51]
14. さらば愛しき人よ 〜アディオス・アモール〜 [4:36]